# Leucopogon grandiflorus
Leucopogon grandiflorus är en ljungväxtart som beskrevs av L. Pedley. Leucopogon grandiflorus ingår i släktet Leucopogon och familjen ljungväxter. Inga underarter finns listade i Catalogue of Life.